# Rancho San Pedro
Rancho San Pedro är en ort i Mexiko.   Den ligger i kommunen Santa María Zacatepec och delstaten Oaxaca, i den sydöstra delen av landet, 300 km söder om huvudstaden Mexico City. Rancho San Pedro ligger 384 meter över havet och antalet invånare är 128.
Terrängen runt Rancho San Pedro är huvudsakligen kuperad, men åt sydväst är den platt. Runt Rancho San Pedro är det ganska glesbefolkat, med 27 invånare per kvadratkilometer. Närmaste större samhälle är Santa María Zacatepec, 2,3 km söder om Rancho San Pedro. Omgivningarna runt Rancho San Pedro är en mosaik av jordbruksmark och naturlig växtlighet.